# Tennyson (Wisconsin)
Tennyson – wieś w Stanach Zjednoczonych, w stanie Wisconsin, w hrabstwie Grant.